# Lothar-Günther Buchheim
Lothar-Günther Buchheim (Weimar, Turíngia, 6 de Fevereiro de 1918 - Starnberg, Baviera, 22 de Fevereiro de 2007) foi um autor e pintor alemão. Na Segunda Guerra Mundial, ele serviu como correspondente de guerra a bordo de navios e submarinos. Ele é mais conhecido por seu romance de 1973 The Boat (Das Boot), que se tornou um best-seller internacional e foi adaptado em 1981 como um filme indicado ao Oscar. 

## Biografia
Desde muito jovem foi atraído pela literatura e aos 15 anos colaborou como jornalista em um jornal local, depois estudou na Escola Superior de Belas Artes de Dresden. No início da Segunda Guerra Mundial, ele se ofereceu e foi designado como jornalista para a Unidade de Propaganda da Kriegsmarine (Marinha Alemã) com o posto de tenente. Como correspondente de guerra, contou suas experiências em diversos artigos de jornal de propaganda e fez parte da tripulação do submarino alemão U-96 em missão de combate. No final da guerra dedicou-se ao mundo da arte, foi colecionador de pinturas, teve sua própria galeria e escreveu livros sobre diferentes artistas, incluindo Picasso, Mueller, Georges Braque e Max Beckmann.

## Obra literária
- Das Boot (O Submarino). Romance publicado em 1973 baseado em suas experiências durante a guerra. Foi um enorme sucesso, sendo traduzido para vários idiomas e vendendo mais de 3 000 000 de cópias.[3][4]
- Die Festung (A Fortaleza). Foi publicado em 1995.
- Der Abschied (A partida). Romance publicado em 2000 sobre o primeiro navio movido a energia nuclear do mundo, o NS Otto Hahn.